# Colchicum verlaqueae
Colchicum verlaqueae är en tidlöseväxtart som beskrevs av Fridl. Colchicum verlaqueae ingår i släktet tidlösor, och familjen tidlöseväxter.
Artens utbredningsområde är Sardinien. Inga underarter finns listade i Catalogue of Life.